# Balik Pulau
Balik Pulau là một thị trấn nằm trong thành phố George Town ở bang Penang của Malaysia. Nằm ở phía tây nam của đảo Penang, nó cũng là trung tâm hành chính của Huyện Tây Nam đảo Penang.
Thị trấn nông nghiệp Balik Pulau được thành lập năm 1794 bởi Công ty Đông Ấn Anh. Cho đến ngày nay, nền kinh tế của Balik Pulau vẫn phụ thuộc nhiều vào nông nghiệp; Sản phẩm nổi tiếng nhất của Penang, bao gồm hạt nhục đậu khấu, đinh hương và sầu riêng, được trồng và thu hoạch tại thị trấn. Những điều này cũng đã góp phần vào ngành du lịch đang phát triển của thị trấn; Danh tiếng của Balik Pulau đối với nhiều loại sầu riêng, ví dụ, thu hút đám du khách giữa tháng 5 và tháng 8 hàng năm.
Trong khi Balik Pulau, và mở rộng, phần phía tây của đảo Penang, thường được xem là yên tĩnh hơn so với trung tâm thành phố nhộn nhịp ở phía bên kia của hòn đảo, đô thị hóa cũng đã đạt đến thị trấn trong những năm gần đây, với nhiều phát triển khu dân cư đã lên kế hoạch cho phần này của đảo Penang.

## Tên gọi
Balik Pulau có nghĩa là 'mặt sau của hòn đảo' bằng tiếng Mã Lai. Nó đề cập đến vị trí của thị trấn ở phía tây của đảo Penang, về mặt địa lý tách khỏi George Town về phía đông bắc bởi những ngọn đồi trung tâm của hòn đảo.

## Lịch sử

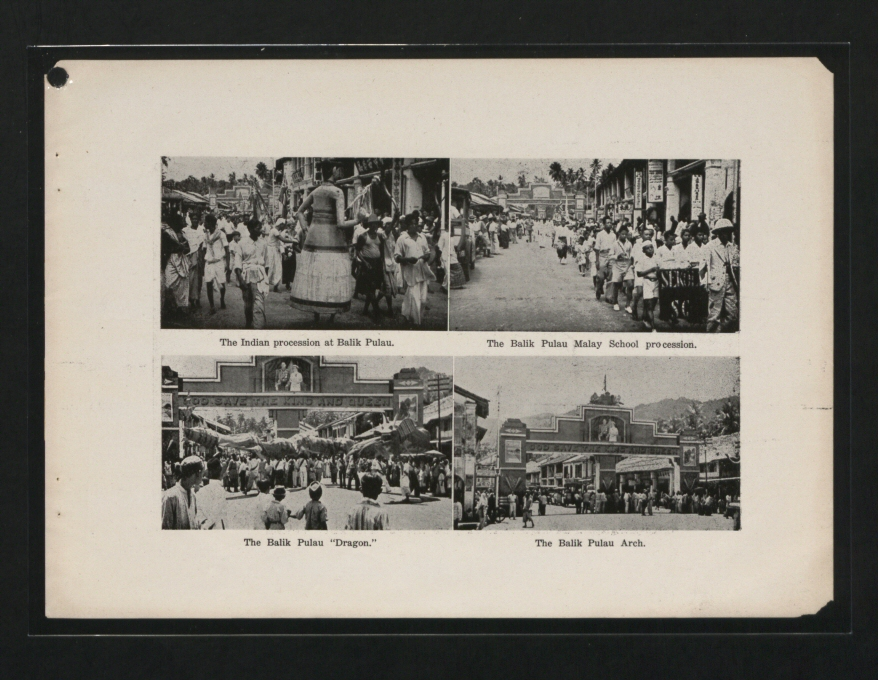
Một bộ sưu tập các hình ảnh mô tả các đám rước văn hóa khác nhau ở Balik Pulau trong những năm 1930.

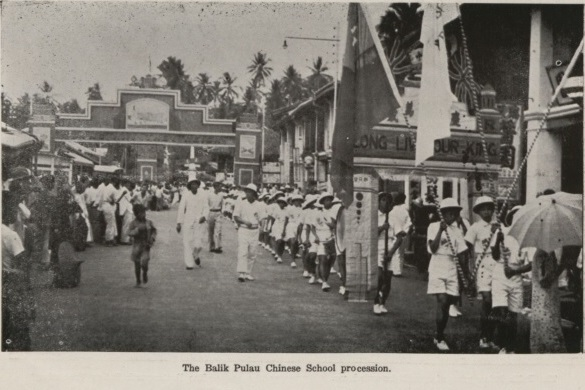
Cuộc diễu hành trường Trung học Balik Pulau năm 1937.

Các đồn điền đinh hương và hạt nhục đậu khấu đầu tiên ở Balik Pulau được thành lập bởi Công ty Đông Ấn Anh năm 1794. Trong những năm đầu Công ty cai trị đảo Penang (sau đó là đảo Hoàng tử xứ Wales), việc trồng gia vị được khuyến khích như một phương tiện để trang trải chi phí hành chính của hòn đảo. Người Anh cũng dự định biến đảo Hoàng tử xứ Wales thành trung tâm sản xuất gia vị ở Đông Nam Á để phá vỡ sự độc quyền của Hà Lan về buôn bán gia vị vào thời điểm đó.
Trong nửa đầu thế kỷ XIX, các trang trại đinh hương và hạt nhục đậu khấu của Balik Pulau đã thu hút những người tị nạn Mã Lai chạy trốn cuộc xâm lược của người Kedah, cũng như những người nhập cư Trung Quốc sau đó được thuê tại các trang trại.
Trung tâm thị trấn, cũng được biết đến thông tục là 'Kongsi' (có nghĩa là 'chia sẻ' bằng tiếng Mã Lai), được đặt tên rõ ràng sau những ngôi nhà gỗ dài từng tồn tại ở trung tâm của Balik Pulau. Cư dân của các dân tộc khác nhau, những người làm việc tại các đồn điền xung quanh Balik Pulau, cư trú trong những ngôi nhà dài, do đó tên. Trung tâm thị trấn sớm phát triển, với việc bổ sung ngân hàng, trường học, cửa hàng và đài phun nước thuộc địa, được dựng lên vào cuối thế kỷ XIX bởi một doanh nhân địa phương Trung Quốc, Koh Seang Tat.
Phần lớn lịch sử của nó, Balik Pulau là một thị trấn nông nghiệp khá yên tĩnh, tương phản hoàn toàn với phía đông của đảo Penang, nơi có thủ phủ George Town. Vì nông nghiệp không nổi bật trong nền kinh tế của Penang, Balik Pulau được cho là có những cánh đồng lúa còn lại cuối cùng ở tất cả các đảo Penang. Mặt khác, sự lan rộng của đô thị hoá từ bờ biển phía đông của đảo Penang cũng đang diễn ra ở Balik Pulau, với các khu dân cư đang được lên kế hoạch cho thị trấn trong những năm gần đây.

## Chính trị

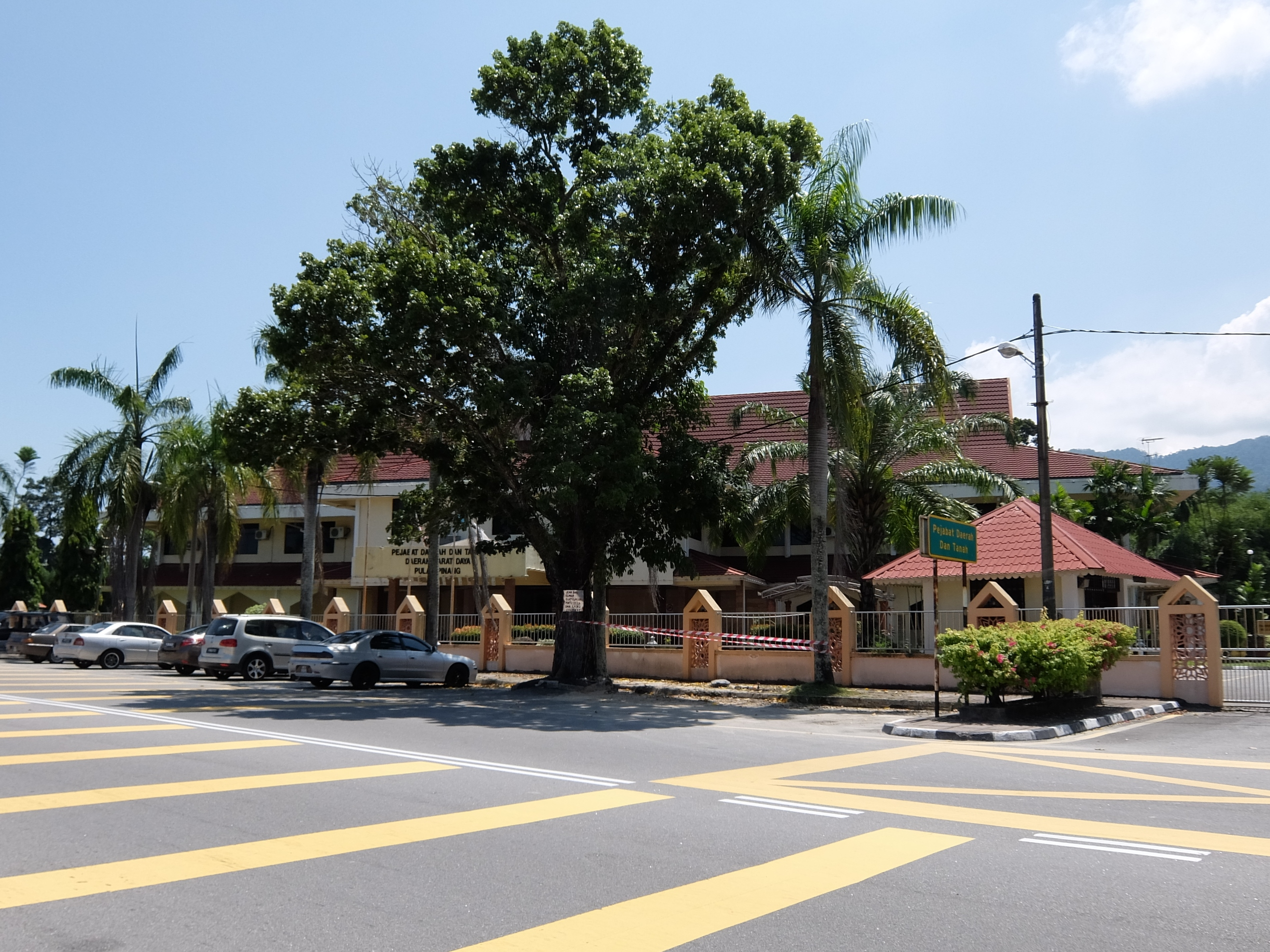
Văn phòng Khu Tây Nam Đảo Penang và Đất đai ở Balik Pulau.

Balik Pulau phục vụ như thủ phủ của Huyện Tây Nam Đảo Penang, vì Văn phòng Đất đai của quận nằm trong thị trấn. Hơn nữa, thị trấn cũng là nơi có Tòa Sơ thẩm của học khu. Tuy nhiên, như với phần còn lại của đảo Penang, Balik Pulau thuộc thẩm quyền của Hội đồng thành phố đảo Penang, có trụ sở tại George Town.

## Nhân khẩu học
Theo hầu hết các định nghĩa, thị trấn Balik Pulau bao gồm nhiều mukims, cụ thể là Bagan Ayer Itam, Titi Teras, Kongsi, Kampong Paya, Sungai Burong, Pulau Betong, Quảng trường Ginting, Batu Itam, Bukit Balik Pulau và Pondok Upeh. Dựa trên Điều tra dân số quốc gia năm 2010 do Cục Thống kê Malaysia thực hiện, những mukims này có tổng cộng 23.559 người.
Dân tộc Mã Lai chiếm gần 3/4 dân số Balik Pulau. Người Trung Quốc chiếm gần 1/4 dân số, tiếp theo là người Ấn Độ và hơn 3%.